# Thôi châu
Thôi châu là tên một trong những nắm đấm có bản trong võ thuật. Ở các võ phái khác nhau thì nó có tên gọi khác nhau: đấm vòng, đấm móc. Nắm đấm thôi châu khá nguy hiểm khi sử dụng vì nó tấn công vòng từ bên ngoài vào mục tiêu, thường tạo nên sự bất ngờ và khó cản, gạt đòn. Với bộ tay đặc biệt biến hoá khôn lường, bộ tay dòng Thiếu Lâm Phạm Gia tại Hải Phòng Việt Nam nổi tiếng với bộ: "Phong lôi thủ" đã từng hạ rất nhiều đối thủ trong nháy mắt. Với đặc điểm là nhanh, lưu loát như mây trôi nước chảy khiến tay của mình có thể 'bò' trên cơ thể của đối phương và có thể phát lực tuỳ thích hạ gục đối thủ .